# ONE MIND
『ONE MIND』（ワン・マインド）はウルフルズ12枚目のアルバム。2014年5月21日に発売。発売元はワーナーミュージック・ジャパン。

## 概要
活動再開後初アルバム。前作『KEEP ON, MOVE ON』以来6年半ぶりの発売。
初回限定盤は77,777枚限定で、ベスト・アルバム『TEN BEST』を同梱したCD2枚組。『TEN BEST』は2014年最新リマスタリングが施されている。
アナログ盤が主にラジオ番組やTwitterなど、キャンペーン当選者にプレゼントされた。アナログ盤が作られたのは1998年発売「愛してる」以来16年ぶり。アルバム作品単体のアナログ化はウルフルズ初。

## メンバー
- トータス松本 : ボーカル・ギター・ハーモニカ
- ジョンB : ベース・コーラス
- サンコンJr. : ドラムス・コーラス
- ウルフルケイスケ : ギター・コーラス

## 収録曲

### ONE MIND
- 編曲：ウルフルズ・菅原龍平

| #         | タイトル                             | 作詞         | 作曲         | 時間  |
| --------- | ------------------------------------ | ------------ | ------------ | ----- |
| 1.        | 「あーだこーだそーだ!」              | トータス松本 | トータス松本 | 3:52  |
| 2.        | 「どうでもよすぎ」                   | トータス松本 | トータス松本 | 2:53  |
| 3.        | 「とまらへん」                       | トータス松本 | トータス松本 | 4:48  |
| 4.        | 「ヒーロー」                         | トータス松本 | トータス松本 | 4:53  |
| 5.        | 「ブヤカシャー!」                    | トータス松本 | トータス松本 | 3:55  |
| 6.        | 「らせんのファンタジー」             | トータス松本 | トータス松本 | 4:23  |
| 7.        | 「あついのがすき」                   | トータス松本 | トータス松本 | 4:33  |
| 8.        | 「ど真ん中」                         | トータス松本 | トータス松本 | 3:39  |
| 9.        | 「きこえてくるのはいつもココロの声」 | トータス松本 | トータス松本 | 4:22  |
| 10.       | 「わかるぜ!その気持ち」              | トータス松本 | トータス松本 | 3:32  |
| 11.       | 「ジャンケン」                       | トータス松本 | トータス松本 | 4:04  |
| 12.       | 「あついのがすき ~reprise~」         | トータス松本 | トータス松本 | 1:07  |
| 13.       | 「メイド イン ジャパン」             | トータス松本 | トータス松本 | 3:19  |
| 合計時間: | 合計時間:                            | 合計時間:    | 合計時間:    | 49:20 |

## 曲解説
1. あーだこーだそーだ!
テレビ東京系ドラマ『アオイホノオ』オープニングテーマ
本作収録曲で最後に完成した楽曲。
レコーディング時のドキュメンタリー映像を編集したMVが制作された。
2. どうでもよすぎ
活動再開発表と同時に配信限定リリースされた先行シングル曲。活動再開後の楽曲の中で最初に完成。
3. とまらへん
4. ヒーロー
テレビ朝日系木曜ミステリー『刑事110キロ』主題歌
本作のリード曲。復活後のテレビ出演で主に本楽曲と「どうでもよすぎ」が歌われた。
MVが制作されている。MVはワンカット一発撮りであり、メンバーが早着替えに挑戦している。
2017年、家入レオがカバー。シングル「ずっと、ふたりで」のカップリングに収録。
三井住友銀行「ひとりひとりが日本代表。」編のCMソングに起用。
5. ブヤカシャー!
テレビ東京系アニメ『ミュータント タートルズ』エンディングテーマ
6. らせんのファンタジー
7. あついのがすき
ミズノCMソング
本作収録曲の中では最古の曲で、2009年発売DVD『ウルフルズがやって来る!ヤッサ09FINAL!!』特典CDに収録。
本作収録にあたり再録。
8. ど真ん中
9. きこえてくるのはいつもココロの声
10. わかるぜ!その気持ち
11. ジャンケン
12. あついのがすき ~reprise~
各メンバーが最後のコーラス部分のボーカルをとったバージョン。
トータス松本→ウルフルケイスケ→ジョン・B→サンコンJr.→トータス松本の順に歌唱。
13. メイド イン ジャパン

### TEN BEST (初回限定盤のみ)
| #         | タイトル                               | 作詞                          | 作曲                          | 編曲                | 時間  |
| --------- | -------------------------------------- | ----------------------------- | ----------------------------- | ------------------- | ----- |
| 1.        | 「ガッツだぜ!!」(シングルバージョン)   | トータス松本                  | トータス松本                  | ウルフルズ/伊藤銀次 | 3:42  |
| 2.        | 「バンザイ 〜好きでよかった〜」        | トータス松本                  | トータス松本                  | ウルフルズ/伊藤銀次 | 4:39  |
| 3.        | 「借金大王」                           | トータス松本                  | トータス松本                  | ウルフルズ/伊藤銀次 | 3:43  |
| 4.        | 「大阪ストラット」                     | 大瀧詠一                      | 大瀧詠一                      | ウルフルズ/伊藤銀次 | 4:50  |
| 5.        | 「SUN SUN SUN'95」                     | トータス松本                  | トータス松本 ウルフルケイスケ | ウルフルズ/伊藤銀次 | 4:27  |
| 6.        | 「それが答えだ!」(シングルバージョン)  | トータス松本                  | トータス松本                  | ウルフルズ/吉田建   | 4:17  |
| 7.        | 「かわいいひと」(シングルバージョン)   | トータス松本 ウルフルケイスケ | トータス松本 ウルフルケイスケ | ウルフルズ/吉田建   | 3:54  |
| 8.        | 「笑えれば」                           | トータス松本                  | トータス松本                  | ウルフルズ/伊藤銀次 | 5:05  |
| 9.        | 「ええねん」                           | トータス松本                  | トータス松本                  | ウルフルズ          | 3:32  |
| 10.       | 「サムライソウル」(シングルバージョン) | トータス松本                  | トータス松本                  | ウルフルズ          | 4:00  |
| 合計時間: | 合計時間:                              | 合計時間:                     | 合計時間:                     | 合計時間:           | 42:09 |